# Ascanio Cavallo
Ascanio Cavallo Castro (Santiago de Chile, 10 de abril de 1957) es un periodista, investigador y escritor chileno.

## Biografía

### Vida personal
Ascanio Cavallo nació en la capital de Chile el 10 de abril de 1957. Sus padres son Juan Segundo Cavallo Sepúlveda y Ángela Castro Moreno. En entrevista con The Clinic le preguntaron por qué le pusieron Ascanio: "La única explicación que conozco es una novela de Alexandre Dumas llamada Ascanio y que son dos tomos. Esa novela estaba en mi casa y entiendo que esa fue la razón por la cual mi papá me puso así. Por supuesto, que en ese libro, Ascanio era un príncipe".
Según el libro que escribió con la historia de su madre, esta a fines de los años 1970, en un café, le cuenta angustiada que antes de que él naciera y creciera como hijo único, tuvo un marido y tres hijos que le fueron arrebatados tras la separación. Ante esto, Cavallo no dijo ni preguntó nada.

### Trayectoria
Fue director de la revista Hoy y del diario La Época, es autor y coautor de numerosas obras, entre las cuales se destacan en historia política: La historia oculta del régimen militar, con Manuel Salazar y Oscar Sepúlveda, La historia oculta de la transición, Golpe, 11 de septiembre con Margarita Serrano y Comunicación estratégica en coautoría con Eugenio Tironi. Es también autor de libros de cine y director de la colección de cine de Uqbar Editores.
Fue guionista del documental Raúl Silva Henríquez, Cardenal (1997). También fue fundador y exdecano de periodismo de la Universidad Adolfo Ibáñez, en donde ha sido profesor y consultor para diversas universidades.
Es socio fundador de la consultora en comunicación estratégica y manejo de crisis Tironi Asociados, propiedad que comparte con Eugenio Tironi. Desde hace más de 20 años escribe la crítica de cine de la revista Sábado de El Mercurio y escribe una columna de análisis político en el diario La Tercera; entre 2009 y 2013 fue panelista del programa Terapia Chilensis en radio Duna, y desde 2014 en adelante es panelista estable en los programas Página 13 y Conexión de T13 Radio.
Cavallo fue incorporado a la Academia Chilena de la Lengua en 2014 por su "gran trayectoria periodística, su sentido ético y su cuidadísimo uso del idioma".
Desde el 14 de octubre de 2015 hasta el 1 de marzo de 2017 fue coordinador de comunicaciones del equipo de asesores de Chile ante la demanda marítima boliviana en la Corte Internacional de Justicia de La Haya (CIJ).
El 27 de agosto de 2021 fue galardonado con el Premio Nacional de Periodismo como reconocimiento a su destacada trayectoria.

## Libros
- La Historia Oculta de la Década Socialista 2000 - 2010 (2022). Con Rocío Montes. ISBN 9789563760774
- Guía para hablar de cine: 30 películas esenciales del cine clásico (2016). Con Antonio Martínez. ISBN 9569171774
- Periodismo y democracia (2014). Con Juan Luis Cebrián, Ricardo Hepp y Abraham Santibáñez. ISBN 9569171413
- Historia de mi madre muerta (2013). ISBN 9569171227
- Chile en el cine. La imagen país en las películas del mundo (2012). Con Antonio Martínez ISBN 956917112X
- El novísimo cine chileno (2010). Con Gonzalo Maza. Editores ISBN 9568601953
- Explotados y benditos: mito y desmitificación del cine chileno de los 60 (2007). Con Carolina Díaz. ISBN 9568601023
- El poder de la paradoja. 14 lecciones políticas de la vida de Patricio Aylwin (2006). Con Margarita Serrano. ISBN 9563000579
- Comunicación estratégica: vivir en un mundo de señales (2004). Con Eugenio Tironi. ISBN 9563470257
- Golpe. 11 de septiembre de 1973 (2003). Con Margarita Serrano. ISBN 9569171243
- Huérfanos y perdidos: el cine chileno de la transición 1990-1999 (1999). Con Pablo Douzet y Cecilia Rodríguez. ISBN 9568601031
- La historia oculta de la transición: Chile 1990-1998 (1999). ISBN 9789569171048
- Cien años claves del cine (1995). Con Antonio Martínez. ISBN 9562471489
- Los hombres de la transición (1992). ISBN 956131018X
- Memorias Cardenal Raúl Silva Henríquez (1991).
- La historia oculta del régimen militar (1988). Con Manuel Salazar y Óscar Sepúlveda. ISBN 9568601341
- Los Te Deum del cardenal Raúl Silva Henríquez en el régimen militar (1988).
- Las guerras de la guerra : Perú, Bolivia y Chile frente al conflicto de 1879 (1981). Con Nicolás Cruz. OCLC 434449531

## Reconocimientos
- 1988: Premio SIP-Harmodio Arias, Sociedad Interamericana de Prensa.
- 1992: Premio de Periodismo Los Andes, Editorial Los Andes.
- 1993: Premio de Periodismo Embotelladora Andina, Embotelladora Andina.
- 1993: Distinción a la labor periodística, Universidad Finis Terrae.
- 1993: Premio Embotelladora Andina[10]
- 1993: Premio Carabineros de Chile, Carabineros de Chile.
- 1998: Premio Alejandro Silva de la Fuente, Academia Chilena de la Lengua.
- 2006: Premio Mejor Crítico, Asociación de Periodistas de Espectáculos.
- 2013: Premio periodismo de excelencia Ciper.[11]
- 2014: Miembro de Número de la Academia Chilena de la Lengua.
- 2021: Premio Nacional de Periodismo.[9]